# 伊勢形紙

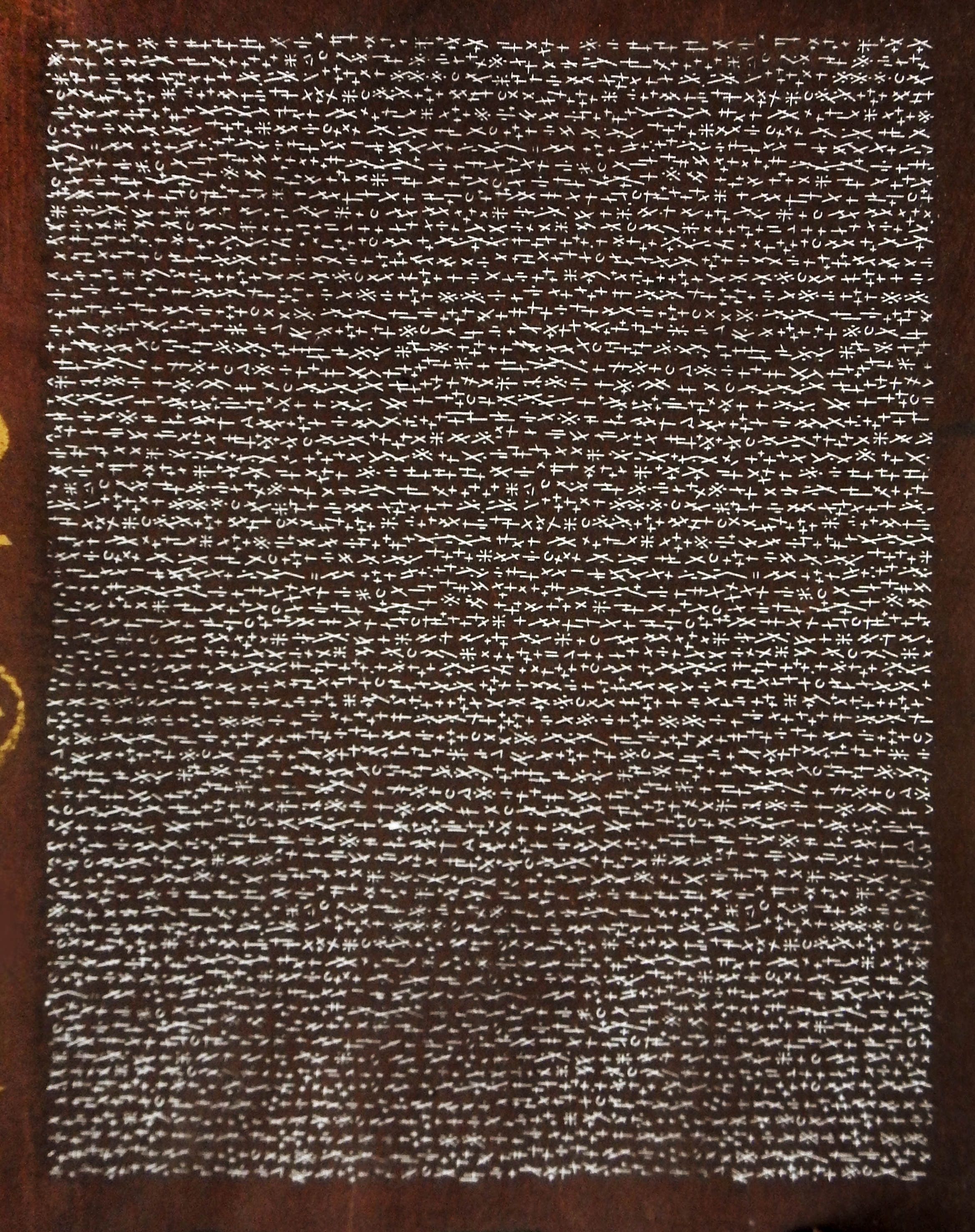
伊勢形紙

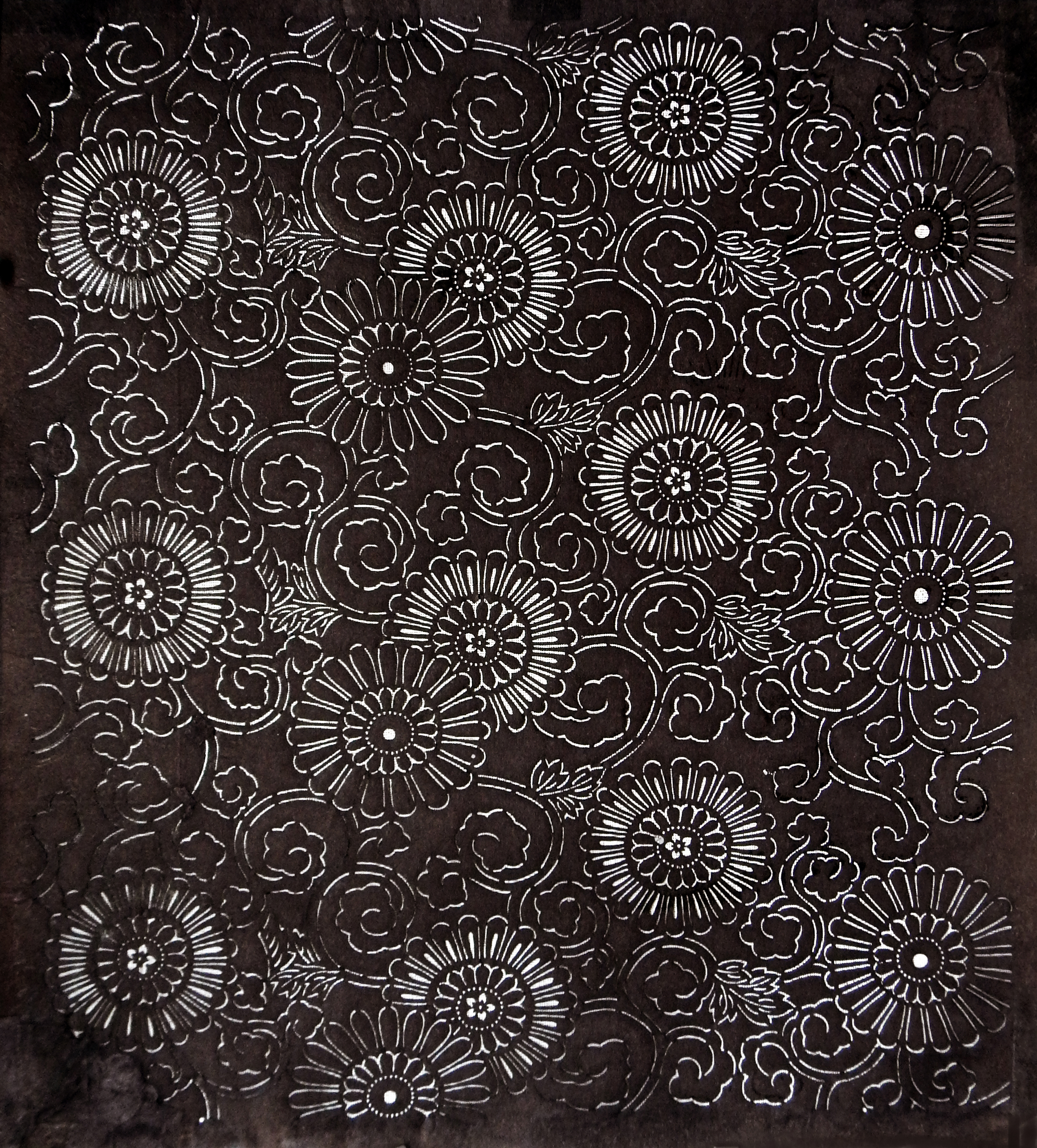
伊勢形紙

伊勢形紙（いせかたがみ）は、着物などの生地を一定の柄や紋様に染色するために使われる型紙（孔版）の一つである。近年は図柄の芸術性が評価され、単に染色用の形紙だけではなく、美術工芸品や家具などに使用されることも多い。
三重県鈴鹿市で主に生産されており、現在流通している90%以上の伊勢形紙はこの地区で生産されている。
1955年（昭和30年）、文化財保護法に基づき工芸技術としての「伊勢型紙」が重要無形文化財に指定され、6名の職人が重要無形文化財保持者（いわゆる人間国宝）として各個認定された。1993年（平成5年）には伊勢型紙技術保存会が重要無形文化財「伊勢型紙」の保持団体に認定されている。また1983年（昭和58年）には通産省の伝統的工芸品の指定を受けている。

## 製法

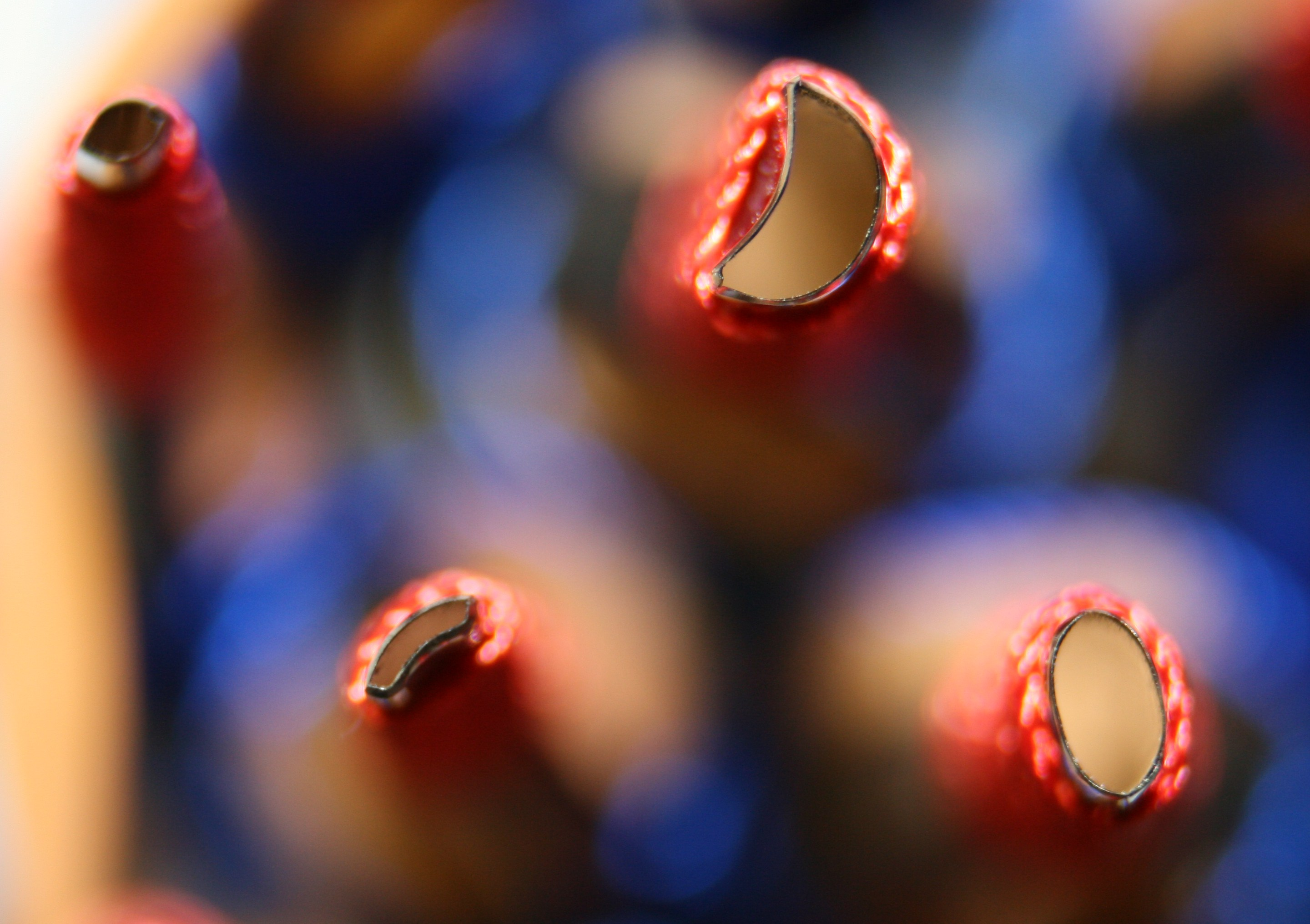
道具彫り用の型抜き

柿渋によって張り合わせ、補強のために紗を張った美濃和紙を台紙とし、彫刻刀で図柄を彫る。台紙は何枚か重ねて使うので、同じ柄の型紙が一回の彫刻で複数枚出来る。使用する彫刻刀の種類や彫り方によって錐彫り・道具彫り・突彫り・縞彫りに分類される。

## 歴史
起源は諸説あり、はっきりしない。白子山観音寺（子安観音）の境内にある「白子不断桜」の葉が始まりという伝説的もある。室町時代末期には既に生産していたとされ、江戸時代には紀州藩の庇護を受けて発達した。原料となる和紙や柿渋の産地でなく、地域で染物業が盛んであったわけでもない中で発達してきた。
最盛期の関東大震災（1923年（大正12年））の頃には、当時の小学校教師が月給50円の時代に、良質の型紙を生産する職人は月300円をもらっていたほど景気が良かった。

## 漢字表記
漢字表記は伊勢形紙、伊勢型紙の2通りあり、どちらも使用されている。
鈴鹿市産業政策課によると、重要無形文化財として指定を受けた際には「型」の字が用いられ、伝統的工芸品として通産省から指定を受けた際に「形」の字が用いられている。つまり、管轄省庁によって使い分けられており、いずれかが正しく他方が間違っているということではない（伊勢形紙協同組合により、2009年（平成21年）8月に「伊勢型紙」で商標登録された）。
なお三重県指定伝統工芸品に認定されている伊勢紙とは別物である。

## 人間国宝
- 突彫 - 南部芳松（1894年9月20日 - 1976年11月5日）
- 錐彫 - 六谷梅軒（初代）（1907年2月15日 - 1973年4月26日）
- 道具彫 - 中島秀吉、中村勇二郎
- 縞彫 - 児玉博
- 糸入れ - 城ノ口みゑ